# Jean Renaudin
Jean Renaudin, francoski admiral, * 13. julij 1750, † 29. april 1809.